# Robert A. Lutz
Pour les articles homonymes, voir Robert Lutz et Lutz.
Robert A. « Bob » Lutz est un grand patron américain, né le 12 février 1932 à Zurich en Suisse.
De 2002 à 2010, il est le « Vice Chairman of Global Product Development » de General Motors.

## Carrière
De 1954 à 1963, il sert comme pilote de chasse dans le corps des Marines. 
Après l'armée, il passe une maîtrise de business administration à l'Université de Berkeley (Californie).
De 1965 à 1971, il parcourt l'Europe pour le compte la General Motors, puis rentre chez BMW comme vice-président chargé des ventes jusqu'en 1974 où il rentre chez Ford.
En 1985, il devient docteur honoraire en droit.
En 1986, il rejoint Chrysler, et c'est lui qui sort la Dodge Viper. En 2001, il revient chez General Motors pour la sortir des difficultés estimant que « GM a été géré pendant vingt ans par une caste de technocrates cupides issus de Harvard ou des business school, bien plus préoccupés par l'argent que par l'automobile ». 
Il quitte GM le 2 mai 2010.
En 2012, il entre au conseil d'administration de NanoSteel, un fabricant de matériaux en acier nano-structuré.
En 2015, il déclare : « Tesla reste condamné parce qu'ils ne produisent que deux modèles à un coût élevé et perdent quasiment 35 000 dollars par voiture fabriquée. Ils ne font que brûler de l'argent. Ils ne font que perdre de l'argent ».

## Vie privée
Il possède deux avions de chasse, un L-39 Albatros tchèque et un Alphajet allemand.